# Librerie.coop
Librerie.coop (scritto anche "librerie.coop") è la catena di librerie di Coop Alleanza 3.0.

## Storia
Fu fondata nel 2006 a Villanova di Castenaso, in provincia di Bologna da Coop Adriatica. Oggi sono oltre 80 le librerie in tutta Italia, divise tra librerie nei centri storici e nei centri commerciali e corner, all'interno degli ipermercati.
Ad aprile 2020, durante il primo lockdown per il COVID-19, Librerie.coop ha avviato la consegna a domicilio dei libri, grazie alla collaborazione con Libri da Asporto. Dal 2021 il sito Librerie.coop è anche un e-commerce con spedizione di libri in tutta Italia.

## Presenza sul territorio
Qui sotto è stato riassunto il numero delle librerie e dei corner in Italia di Librerie.coop:
| Regione               | Librerie | Corner |
| --------------------- | -------- | ------ |
| Abruzzo               | 1        | 0      |
| Campania              | 1        | 0      |
| Emilia-Romagna        | 14       | 24     |
| Friuli-Venezia Giulia | 0        | 2      |
| Lazio                 | 1        | 6      |
| Liguria               | 4        | 0      |
| Lombardia             | 2        | 5      |
| Marche                | 1        | 3      |
| Piemonte              | 1        | 1      |
| Puglia                | 0        | 7      |
| Toscana               | 4        | 0      |
| Veneto                | 3        | 4      |

### Rilevazioni
Librerie.coop ha rilevato diverse librerie storiche negli anni, nel dettaglio:
- Libreria all'Arco di Reggio Emilia, creata da Paola Silvi 30 anni fa, rilevando la storica Libreria Rinascita.
- Libreria Zanichelli di Bologna, l'originale libreria dell'editore Nicola Zanichelli, nel cuore della città.
- Libreria Nautilus di Mantova, libreria fondata da Luca e Carla Nicolini